# Come Out
Come Out est une des premières œuvres du compositeur américain Steve Reich écrite en 1966, et l'une des œuvres fondatrices du style de la musique de phase au sein de la musique minimaliste.

## Historique
En 1965, Steve Reich réalise une avancée formelle majeure dans son travail de composition avec It's Gonna Rain qui fut cependant en partie le fruit du hasard. Exploitant dès lors volontairement le principe de phasage/déphasage des bandes magnétiques, il décide de raffiner le procédé. Il compose, sur commande, une pièce en soutien aux « Harlem Six », un groupe de six jeunes afro-américains arrêtés et inculpés collectivement pour un meurtre commis lors des émeutes de Harlem de 1964. L'ensemble du groupe fut jugé coupable et battu par la police, alors que seul l'un d'entre eux était l'auteur du crime. Truman Nelson, un militant du mouvement des droits civiques, confie à Steve Reich dix heures d'enregistrements des témoignages de jeunes gens, le laissant libre de les utiliser à sa guise comme source de création musicale primaire.
La pièce est ainsi basée sur la phrase « I had to, like, open the bruise up and let some of the bruise blood come out to show them, ». Cette phrase prononcée par Daniel Hamm, un des garçons impliqués dans les violences mais innocent du meurtre dont il était accusé fait référence au fait qu'il ait dû faire saigner ses bleus pour convaincre de l'importance de ses blessures.
En 1982, la chorégraphe belge Anne Teresa De Keersmaeker crée le troisième mouvement de Fase sur Come Out en présentant un duo de danseuses assises et répétant des gestes violents des bras et du tronc en utilisant le même processus de phasage/déphasage que celui musical de Reich. L'ensemble Fase constitue depuis une pièce majeure de la danse contemporaine.

## Structure
Sur la base de cette phrase, réenregistrée pour le fragment « come out to show them », Steve Reich initie sur deux canaux, originellement à l'unisson, le processus de répétition avec phasage/déphasage progressif pendant environ 13 minutes. Cette technique fait apparaître des effets de réverbération et de canon. Les deux voix sont divisées en quatre puis en huit pour finalement produire des sons seuls, vibrations, et rythmes, à partir de mots devenus totalement inaudibles vers la neuvième minute et finir pratiquement en bruit blanc.

## Discographie
- Early Works : Clapping Music, Come Out, It's Gonna Rain, Piano Phase interprété par Russell Hartenberger et Steve Reich aux percussions, et Nurit Tilles et Edmund Niemann aux pianos, chez Nonesuch Records nº79169, 1992.